# Список органов при Президенте Российской Федерации
Приводится полный список действующих конституционных, государственных, совещательных, консультативных, координационных и иных органов, находящихся в ведении Президента Российской Федерации.
Справочно приводится список некоторых упразднённых органов, многие их которых были преобразованы путём создания обновлённых органов со схожими названиями.

## Государственные и конституционные органы
- Администрация Президента Российской Федерации — государственный орган;
- Государственный Совет Российской Федерации — конституционный государственный орган;
- Совет Безопасности Российской Федерации — конституционный совещательный орган;

## Совещательные и консультативные органы при Президенте Российской Федерации
См. также: Консультативно-совещательный орган, Комиссия при президенте Российской Федерации
- Комиссия при Президенте Российской Федерации по государственным наградам — консультативный орган;
- Комиссия при Президенте Российской Федерации по предварительному рассмотрению кандидатур на должности судей федеральных судов — консультативный орган;
- Комиссия при Президенте Российской Федерации по реабилитации жертв политических репрессий — консультативный орган;
- Комиссия по вопросам гражданства при Президенте Российской Федерации — совещательный и консультативный орган;
- Комиссия при Президенте Российской Федерации по вопросам кадровой политики в прокуратуре Российской Федерации и правоохранительных органах  — консультативный орган;
- Комиссия при Президенте Российской Федерации по делам ветеранов — совещательный орган;
- Комиссия при Президенте Российской Федерации по делам инвалидов — совещательный орган;
- Межведомственная комиссия по историческому просвещению — совещательный орган;
- Комиссия при Президенте Российской Федерации по вопросам военно-технического сотрудничества Российской Федерации с иностранными государствами — совещательный и консультативный орган;
- Совет при Президенте Российской Федерации по межнациональным отношениям — совещательный и консультативный орган;
- Совет при Президенте Российской Федерации по развитию гражданского общества и правам человека — консультативный орган;
- Совет при Президенте Российской Федерации по развитию местного самоуправления — совещательный орган;
- Совет при Президенте Российской Федерации по науке и образованию — совещательный и консультативный орган;
- Совет при Президенте Российской Федерации по культуре и искусству — консультативный орган;
- Совет при Президенте Российской Федерации по развитию физической культуры и спорта — совещательный орган;
- Совет при Президенте Российской Федерации по кодификации и совершенствованию гражданского законодательства — консультативный орган;
- Совет по взаимодействию с религиозными объединениями при Президенте Российской Федерации — консультативный орган;
- Совет при Президенте Российской Федерации по делам казачества — совещательный и консультативный орган;
- Координационный совет при Президенте Российской Федерации по реализации Национальной стратегии действий в интересах детей на 2012–2017 годы — совещательный и консультативный орган;
- Национальный совет при Президенте Российской Федерации по профессиональным квалификациям — консультативный орган;
- Совет при Президенте Российской Федерации по русскому языку — консультативный и координационный орган;
- Совет при Президенте Российской Федерации по стратегическому развитию и национальным проектам — совещательный орган;
- Совет при Президенте Российской Федерации по реализации государственной политики в сфере защиты семьи и детей — совещательный и консультативный орган;
- Геральдический совет при Президенте Российской Федерации — совещательный и консультативный орган;
- Российский организационный комитет «Победа» — совещательный и консультативный орган;

## Иные советы и комиссии
Перечисляются органы, не имеющие статус совещательных и/или консультативных органов при Президенте Российской Федерации
- Совет при Президенте Российской Федерации по противодействию коррупции;
- Комиссия при Президенте Российской Федерации по вопросам стратегии развития топливно-энергетического комплекса и экологической безопасности;
- Комиссия при Президенте Российской Федерации по вопросам государственной службы и резерва управленческих кадров;
- Межведомственная комиссия при Президенте Российской Федерации по реализации Государственной программы по оказанию содействия добровольному переселению в Российскую Федерацию соотечественников, проживающих за рубежом;
- Комиссия при Президенте Российской Федерации по вопросам развития авиации общего назначения и навигационно-информационных технологий на основе глобальной навигационной спутниковой системы ГЛОНАСС;
- Военно-промышленная комиссия Российской Федерации;
- Общественная комиссия при Президенте Российской Федерации по определению кандидатур на присуждение Государственной премии Российской Федерации за выдающиеся достижения в области правозащитной деятельности и Государственной премии Российской Федерации за выдающиеся достижения в области благотворительной деятельности;
- Межведомственная комиссия по обеспечению участия Российской Федерации в «Группе двадцати»;

## Упразднённые органы
В скобках указан год упразднения.
- Экспертный совет при Президенте Российской Федерации (1993)
- Экспертно-аналитический совет при Президенте Российской Федерации (1997)
- Совет по внешней политике при Президенте Российской Федерации (1997)
- Судебная палата по информационным спорам при Президенте Российской Федерации (2000)
- Государственный экспертный совет при Президенте Российской Федерации по особо ценным объектам культурного наследия народов Российской Федерации (2001)
- Комиссия при Президенте Российской Федерации по противодействию политическому экстремизму в Российской Федерации (2001)
- Комиссия по аудиторской деятельности при Президенте Российской Федерации (2001)
- Президентский совет (2000)
- Совет по кадровой политике при Президенте Российской Федерации (2001)
- Совет при Президенте Российской Федерации по федеративной и национальной политике (2001)
- Национальный совет при Президенте Российской Федерации по пенсионной реформе (2004)
- Совет по местному самоуправлению при Президенте Российской Федерации (2004)
- Совет по вопросам государственной службы при Президенте Российской Федерации (2009)
- Комиссия при Президенте Российской Федерации по противодействию попыткам фальсификации истории в ущерб интересам России (2012)
- Комиссия при Президенте Российской Федерации по модернизации и технологическому развитию экономики России (2012);
- Совет при Президенте Российской Федерации по реализации приоритетных национальных проектов и демографической политике (2016);
- Совет при Президенте Российской Федерации по жилищной политике и повышению доступности жилья (2016);
- Совет при Президенте Российской Федерации по модернизации экономики и инновационному развитию России (2018);
- Совет при Президенте Российской Федерации по развитию финансового рынка Российской Федерации (2018);
- Экономический совет при Президенте Российской Федерации (2018);
- Комиссия при Президенте Российской Федерации по мониторингу достижения целевых показателей социально-экономического развития Российской Федерации, определённых Президентом Российской Федерации (2018).